# Li Yanjun
Li Yanjun (em chinês:  李 延軍; Liaoning, 18 de março de 1963) é uma ex-jogadora de voleibol da China que competiu nos Jogos Olímpicos de 1984.
Em 1984, ela fez parte da equipe chinesa que conquistou a medalha de ouro no torneio olímpico, no qual atuou em quatro partidas.